# مانوئل لیما
مانوئل لیما (Manuel Lima) زاده ۳ می ۱۹۷۸، طراح، نویسنده، سخنران و محقق پرتغالی است. وی به عنوان "مردی که قادر است دربارهٔ تبدیل داده به هنر بحث کند شناخته می‌شود. لیما فردی پیشرو در تجسم اطلاعات است. وی الگوهای نقشه‌برداری از اطلاعات (۲۰۱۱) و کتاب درختان را نگاشته است. در این آثار اکتشاف بصری را در شبکه‌های پیچیده نقشه‌برداری تبیین کرده است.
او نیز در ted در مورد تاریخ بصری دانش بشری به سخنرانی پرداخته.